# Хемихромис-красавец
(Хеми)хромис-красавец (лат. Hemichromis bimaculatus) — аквариумная рыба семейства цихловых. Родиной является тропическая Африка (бассейны рек Нила, Нигера и Конго).

## Внешний вид
Тело вытянутое в длину и высокое, бока плоские. Вырастают до 15 см. В отличие от многих других рыб самка окрашена более ярко, чем самец. Основной тон окраски — серовато-коричневый, снизу светлее. На теле имеются три тёмных круглых пятна; при возбуждении на хвосте, на середине тела и жаберных крышках появляются продольные ряды голубоватых сверкающих точек, которые особенно ярко выступают у самцов, в то время как самка становится кроваво-красной.

## Размножение
Откладывают икру спиралью на дно. В одном помёте 400—2000 икринок. Родители охраняют их. Через 54—60 часов при температуре 28—30° выходят мальки.